# 徐富癸
徐富癸（1970年10月29日—），中華民國政治人物，民主進步黨籍，現任屏東縣第二選舉區立法委員，曾任屏東縣政府民政處處長。2024年代表民進黨投入屏南立委選舉，挑戰同為泛綠出身的屏東蘇家蘇孟淳，最終當選。

## 簡歷
徐富癸曾任記者，並擔任過潘孟安立法委員時期的服務處主任、縣長室主任、屏東縣政府簡任秘書，並於2020年7月16日起擔任屏東縣政府民政處處長，政治資歷約20年。
2023年8月，因民主進步黨立法委員候選人許展維涉案退選，接受民進黨徵召參選屏東縣第二選舉區立委，與時任無黨籍立委蘇震清之子蘇孟淳競逐席次，而中國國民黨並未參與此次屏南立委選舉。12月1日獲得國民黨籍時任恆春鎮鎮長尤史經、車城鄉鄉長陳政雄、牡丹鄉鄉長潘壯志與屏東縣議員盧玟欣公開支持。2024年1月13日，當選立法委員。

## 政策立場
2024年5月，徐富癸提案修正《地方制度法》保障屏東民意管道不會減損，於2024年7月16日，《地方制度法第三十三條條文修正草案》三讀通過。

## 選舉紀錄
| 年度 | 選舉屆數             | 選舉區           | 所屬政黨   | 得票數  | 得票率 | 當選標記 | 備註 |
| ---- | -------------------- | ---------------- | ---------- | ------- | ------ | -------- | ---- |
| 2024 | 第十一屆立法委員選舉 | 屏東縣第二選舉區 | 民主進步黨 | 108,923 | 53.38% |          |      |

## 外部連結
- 徐富癸Facebook帳號